# 广场起义时间轴

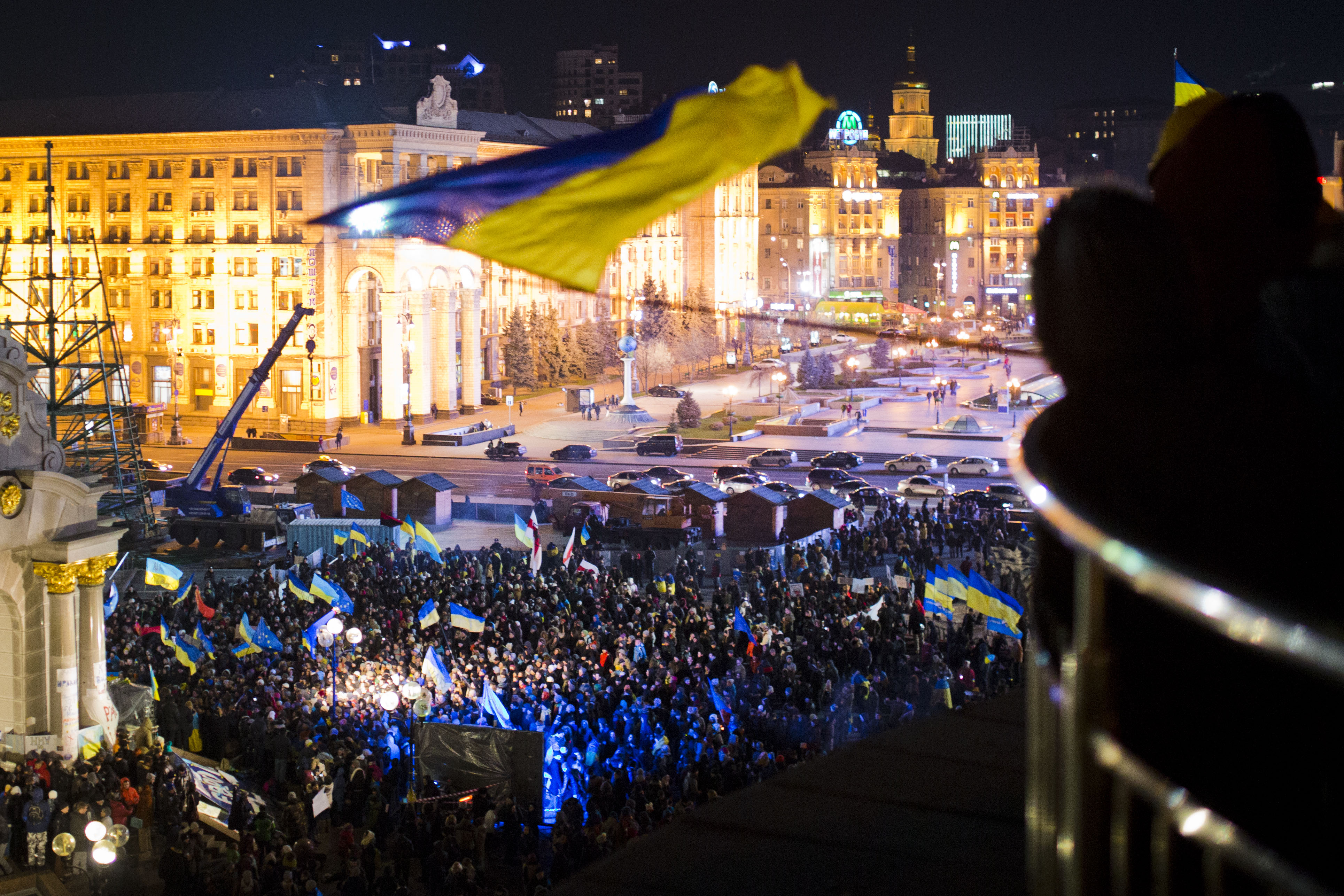
支持欧洲联盟的集会，摄于2013年11月27日的基辅

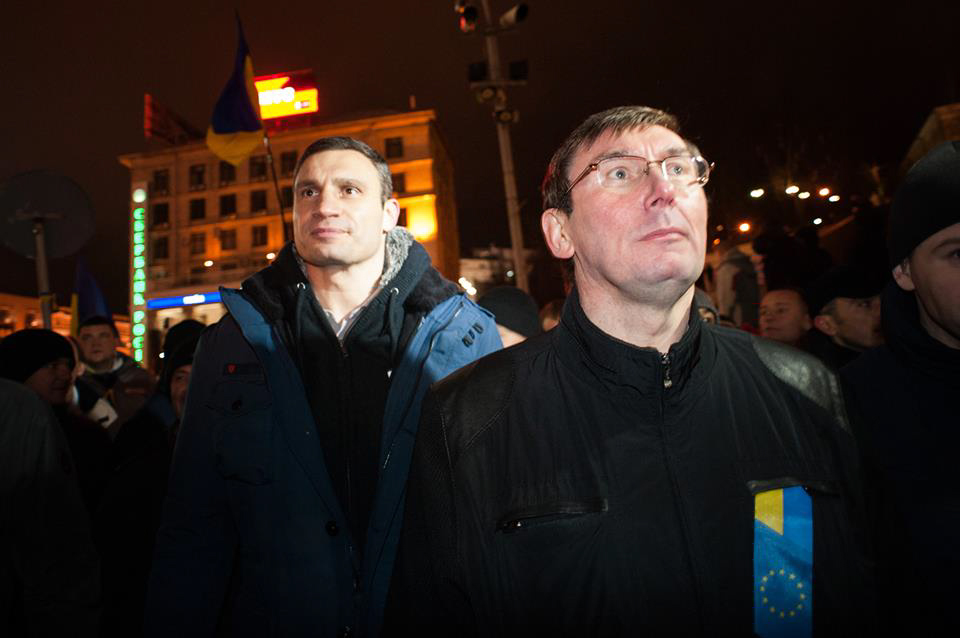
反对派领袖维塔利·克利钦科和尤里·卢岑科与欧洲广场的示威者站在一起

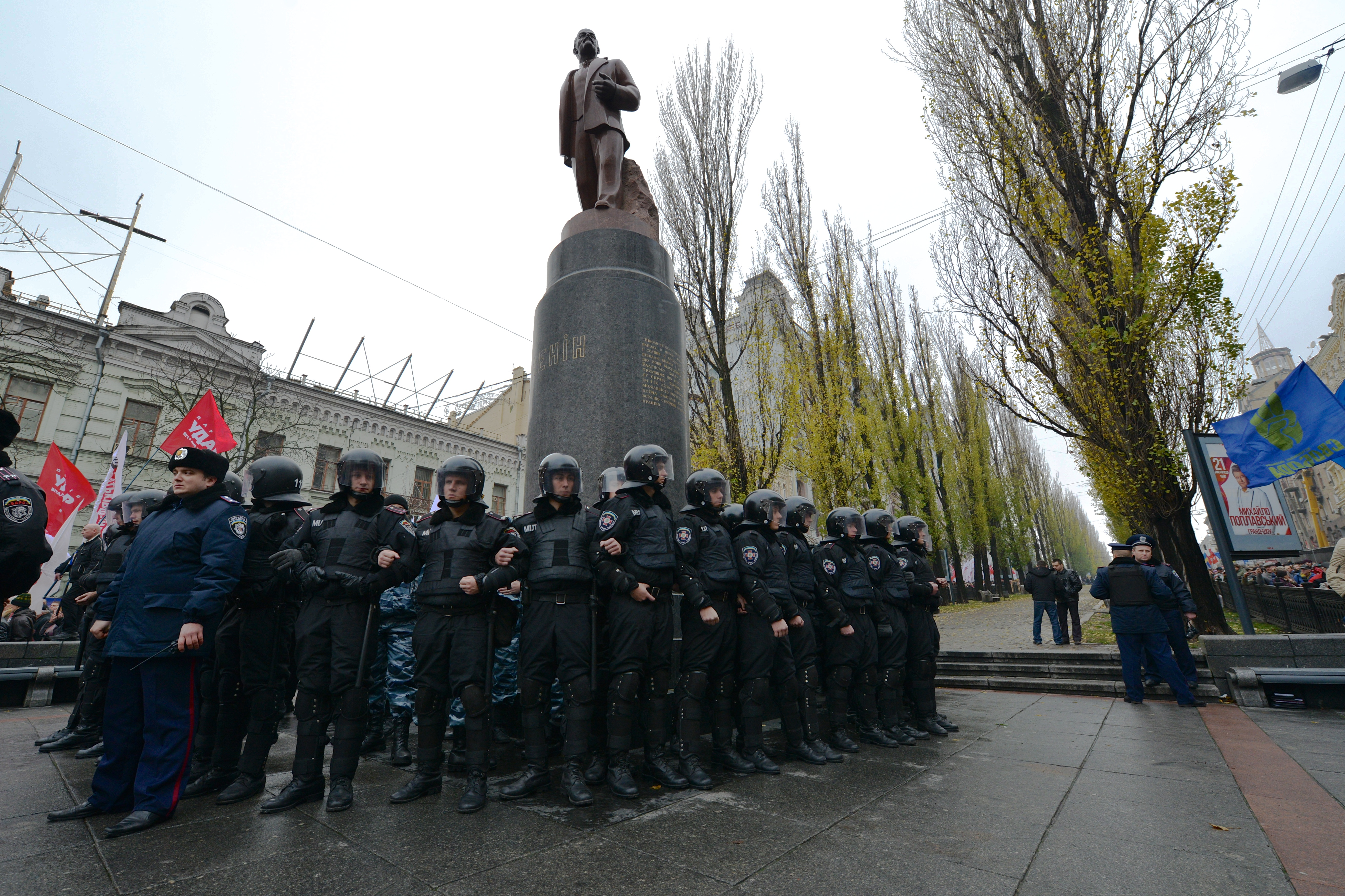
警方把守着列宁的铜像，摄于11月24日

乌克兰亲欧盟示威运动是一系列在乌克兰发生的游行示威和骚乱事件，最早于2013年11月21日在乌克兰首都基辅开始，主张支持欧洲一体化。随后抗议行为不断升级，其目的也转向要求乌克兰总统亚努科维奇和当届政府下台。还有一些参与者是来抗议政府在2013年11月30日晚暴力驱散独立广场的人群的。此外，示威者还抗议政府腐败、滥用权力和侵犯人权。

## 2013年

### 11月21日－29日

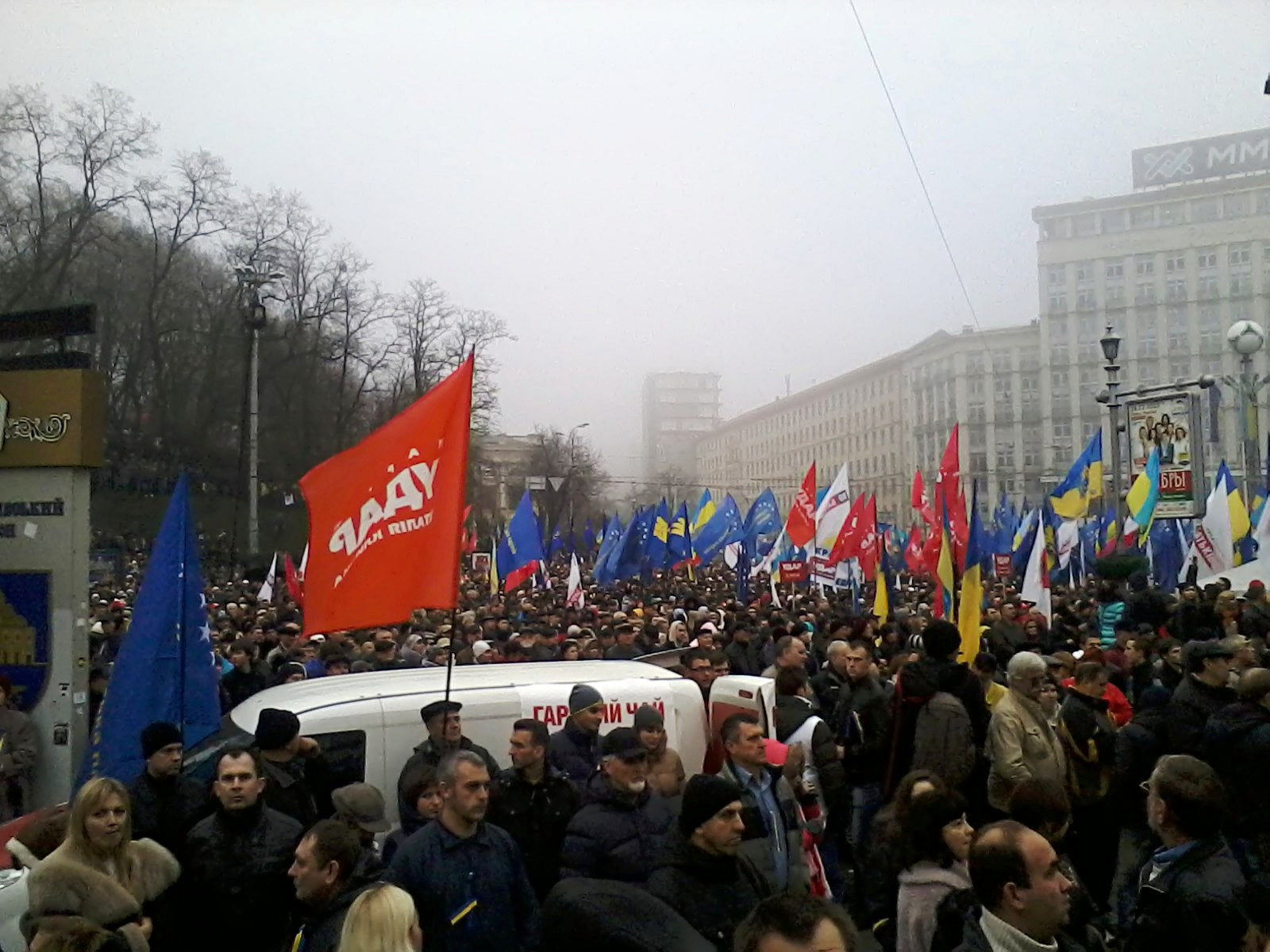
基辅的抗议人群，摄于2013年11月24日

2013年11月21日，乌克兰国会没有通过一些法案来达到欧洲联盟的要求，政府宣布延缓与欧盟签订联系国协定的计划，转而接近俄罗斯。不过时任乌克兰总统维克多·亚努科维奇表示仍然会坚持欧洲一体化，且认为乌克兰很快就能加入欧盟，俄罗斯总统弗拉基米尔·普京也表示尊重乌克兰选择，不反对其加入欧盟。当天晚上，有约1000到2000人在乌克兰首都基辅的独立广场集会。
11月22日，在基辅、利沃夫、卢甘斯克等一些乌克兰城市抗议活动仍在继续，防暴警察被部署到广场，不过没有发生暴力冲突。基辅大约有3000人冒雨聚集在独立广场，抗议政府放弃与欧盟签署联系国协定。
11月24日是星期日，约有5万到20万人聚集在独立广场，全国多处亦有集会，抗议者试图突破警方在内阁建筑附近设置的警戒线，支持欧盟的游行示威者挥舞着乌克兰国旗和欧盟旗帜并唱着国歌，同时高喊着“乌克兰属于欧洲”，向欧洲广场进发。在欧洲广场附近他们和警察以及亲俄罗斯示威者发生冲突。在政府总部大楼前抗议者和警方爆发激烈冲突，双方使用了催泪弹等武器。据总检察长办公室（General Prosecutor's Office）所言，11月24日到12月13日期间有超过400人受伤，包括200名警察和18名学生。多个媒体称这是自2004年的橙色革命以来乌克兰最大规模的抗议活动。
11月25日，仍在狱中的乌克兰前总理尤利娅·季莫申科开始绝食以向政府施压。同一天利沃夫有约1万名学生示威，大学则全部停课。
11月26日，时任乌克兰总理米克拉·阿扎罗夫表示仍希望与欧盟加强联系。当天在基辅有约7000人集会，利沃夫则有约2万人。基辅的集会地主要是独立广场和欧洲广场两处，其中独立广场的示威者主要是学生，而欧洲广场则主要是年长者，不过到了晚上两个场地的人们开始集中到独立广场。

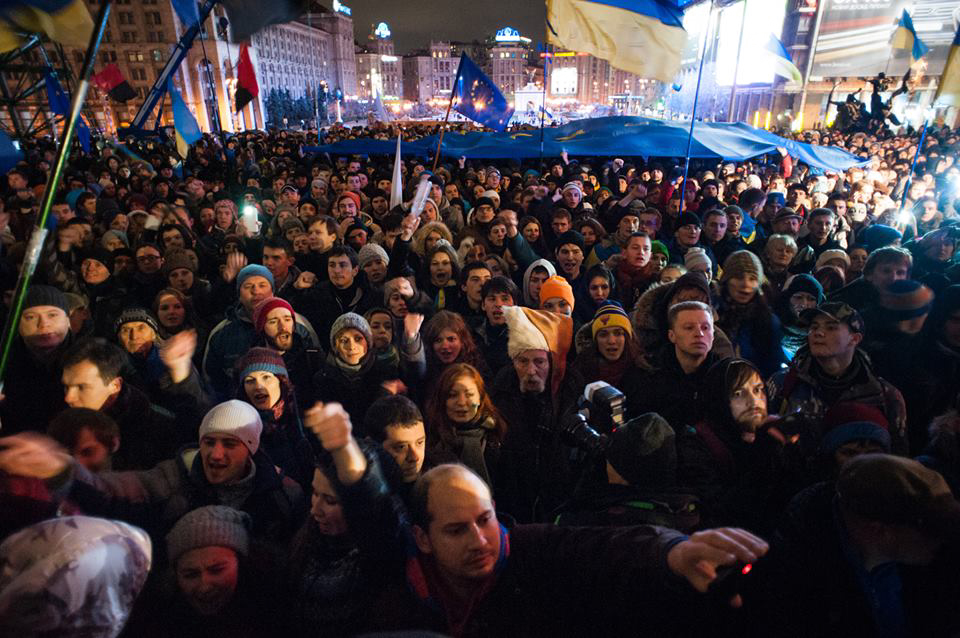
独立广场涌入了支持欧盟的人群，摄于2013年11月27日的基辅

11月27日，人群由欧洲广场返回了独立广场。一些艺人，例如鲁斯兰娜到独立广场为示威者公开表演。当天有报道称一些学校，例如哈尔科夫国立工业大学开始采取措施禁止学生参与政治活动，但同时另一些学校的学生则积极参与了示威活动，基辅莫吉拉学院的校长甚至亲自带领学生。同一天普京表示，俄罗斯将为解决乌克兰企业拖欠俄罗斯银行的280亿美元债务进行协商。
11月28日，报道称当天的示威活动相对较单纯，广场上飘着的是乌克兰国旗和欧盟旗帜而没有哪个政党的旗子。基辅的抗议人数一度达到15000人，一些示威者扛着棺材送到了欧盟办事处，象征着未能签署的乌欧协议。
11月29日在维尔纽斯举行的东部伙伴关系峰会闭幕。联系国协定本应该在这次会议上被签订，但乌克兰选择不签订。当天基辅大约有8000人在独立广场集会支持欧盟，但同时在欧洲广场有上万人集会支持亚努科维奇和地区党，报道称后者中的许多人是从乌克兰东部前来。同日在西部城市利沃夫的示威人数达到2万。人们做了个人链，由基辅延伸到了波兰境内，象征着把乌克兰和欧盟连在一起。欧洲新闻台称，两场集会反应了乌克兰东西部之间的语言和文化差异。

### 11月30日－12月1日

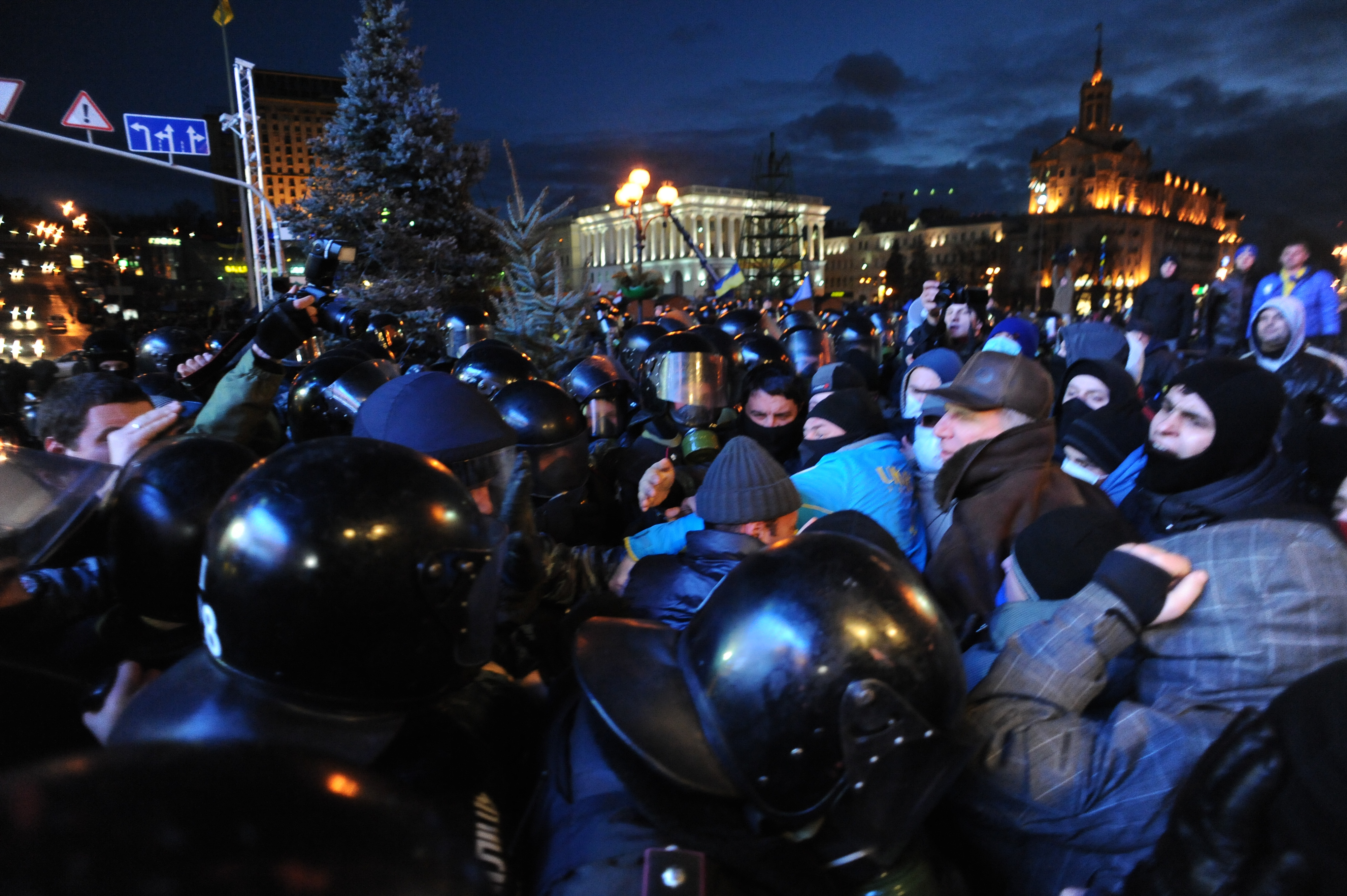
别尔库特部队与示威者冲突，摄于11月30日晚

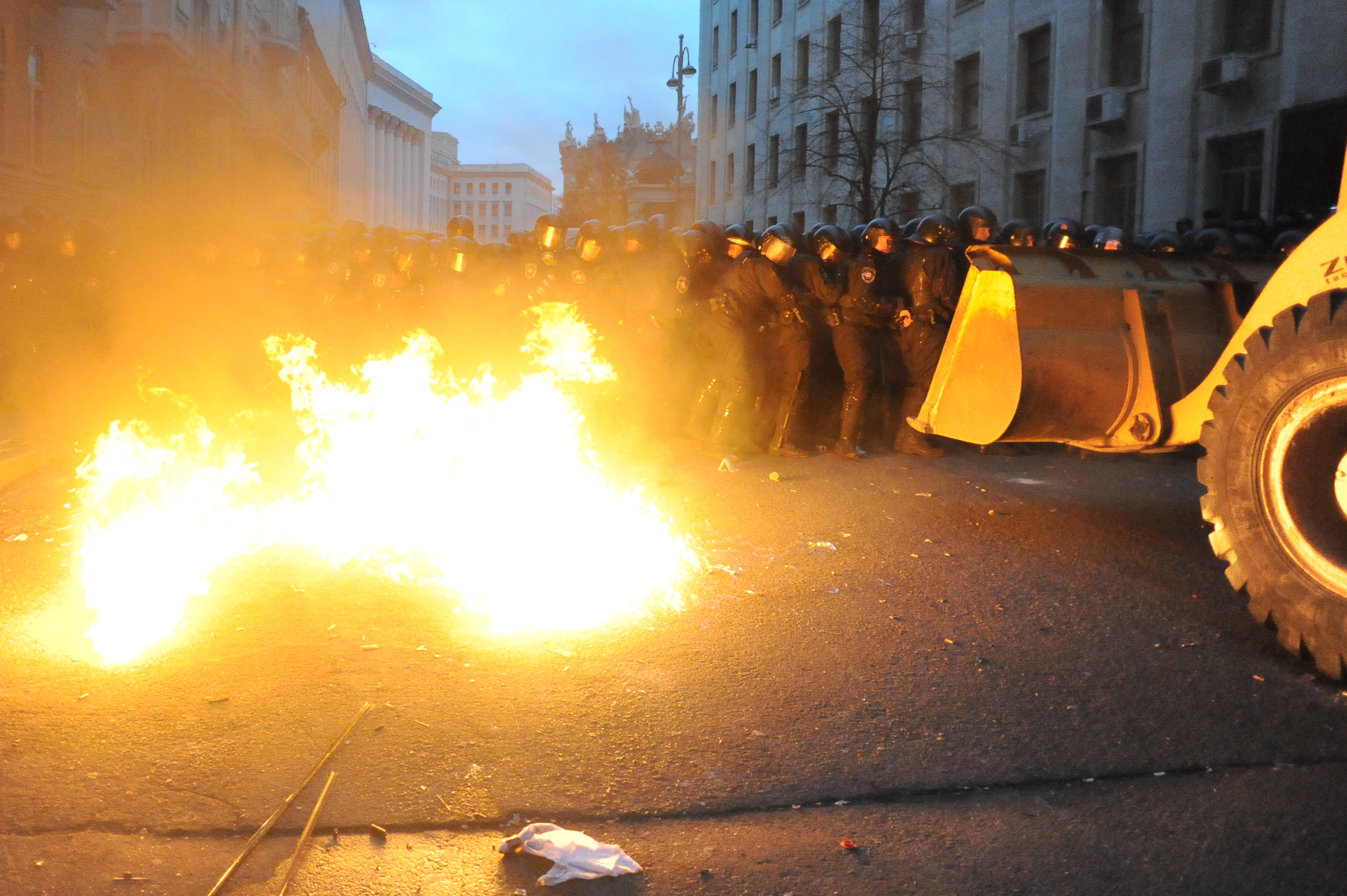
拖拉机在基辅的班科夫街被用来发动袭击，摄于12月1日

11月30日凌晨，隶属于乌克兰内务部的特警部队别尔库特部队开始驱逐独立广场的示威者，在过程中发生暴力冲突。现场目击者和多家媒体报道警方滥用暴力，殴打抗议者，甚至有经过的平民遭殴打。随后，人群往附近的圣米迦勒广场聚集，到晚上已有约10000人，据统计11月30日的冲突中共有79人受伤，其中包括学生、记者、外国人和警察。同一天，乌克兰的三个反对党全乌克兰祖国联盟、乌克兰民主改革联盟和斯沃博达党决定组建一个“全国反抗大本营”（national resistance headquarters）。
12月1日，抗议者无视法院禁令重新返回已被封锁的独立广场，并成功赶走驻守的警察和正在作业的市政工人，下午，抗议者开始离开独立广场冲击数处乌克兰国家机关。人群成功冲入基辅市政厅，在其中展示了乌克兰国旗。在乌克兰总统办公厅前抗议者与警方发生激烈冲突，甚至有带面具者驾驶市政工人遗留在独立广场的拖拉机来突破警方封锁线，虽没有成功，但造成100名警员受伤。亦有多名抗议者受伤。

### 12月2日－7日
12月2日，骚乱之后的第二天，独立广场仍在进行示威活动，同时基辅市政厅仍被抗议者占领。英国广播公司的通讯员大卫·斯特恩（David Stern）说：“他们建起了如军队般的营地，并在示威现场周围竖起了令人印象深刻的障碍”，而《纽约时报》的David M. Herszenhorn形容将独立广场像是“古怪的节日”，并说：“带头的示威者已经意识到局势正趋向乐观，他们继续往指挥部里添加基础设施，带来了电视监视器并建起了小型帐篷城”。前一天乌克兰反对派曾号召举行全国大罢工，这一号召当天被利沃夫、捷尔诺波尔和伊万诺-弗兰科夫斯克响应。内政部将约1000名国民警卫队成员部署到了基辅的重要政府建筑以保证安全。此外，乌克兰国会独立和自治委员会（committee on statehood and self-governance）于12月2日向总理米克拉·阿扎罗夫领导的内阁发出了不信任投票，日期定在12月3日。
12月3日，阿扎罗夫内阁逃过了不信任投票。有186名国会议员支持此动议，一名地区党国会议员弃权，但通过决议需至少226票。然而，没有支持此决议的乌克兰共产党（其本身与地区党同盟且反对乌欧一体化）在12月4日声明称，鉴于当届政府对经济的处理，他们会提交自己的不信任投票。假如乌克兰的反对党也支持共产党的投票的话，就有足够的票数使内阁下台——事实上他们的确这么表示了，不过根据相关规定，下一场不信任投票至少要等到2014年2月。12月3日，欧洲新闻台描述基辅的情况是“暂时平静，然而仍弥漫着紧张”。当天有数万示威者向独立广场游行，有数千示威者在国会建筑外集会并和防暴警察发生冲突，示威者使用棍棒攻击警察，后者予以回击，不让示威者通过。当天下午，数千人在独立广场集会，反对派领袖在那里发表了热情激昂的演讲。演讲之后，人群涌向前几天发生激烈冲突的总统办公厅。乌克兰内务部称有超过1万人在12月3日晚上在独立广场集会，并称没有什么事件发生。示威者在广场搭建了10个军用帐篷以准备过夜，仍有乌克兰演员在娱乐示威者。Interfax-Ukraine报道称反对派领袖阿尔谢尼·亚采尼克、奥列格·加尼伯克和维塔利·克利钦科当晚与许多外国大使会面，第二天他们还和德国外交部长基多·威斯特威勒在基辅见面，并一同去了独立广场。
12月3日至6日，亚努科维奇总统访问了中华人民共和国，这一消息早在11月29日便已宣布。他到西安参观了秦始皇兵马俑和飞机制造工厂，随后前往北京。在此期间他签署了包括战略伙伴关系协议在内的近20份文件。

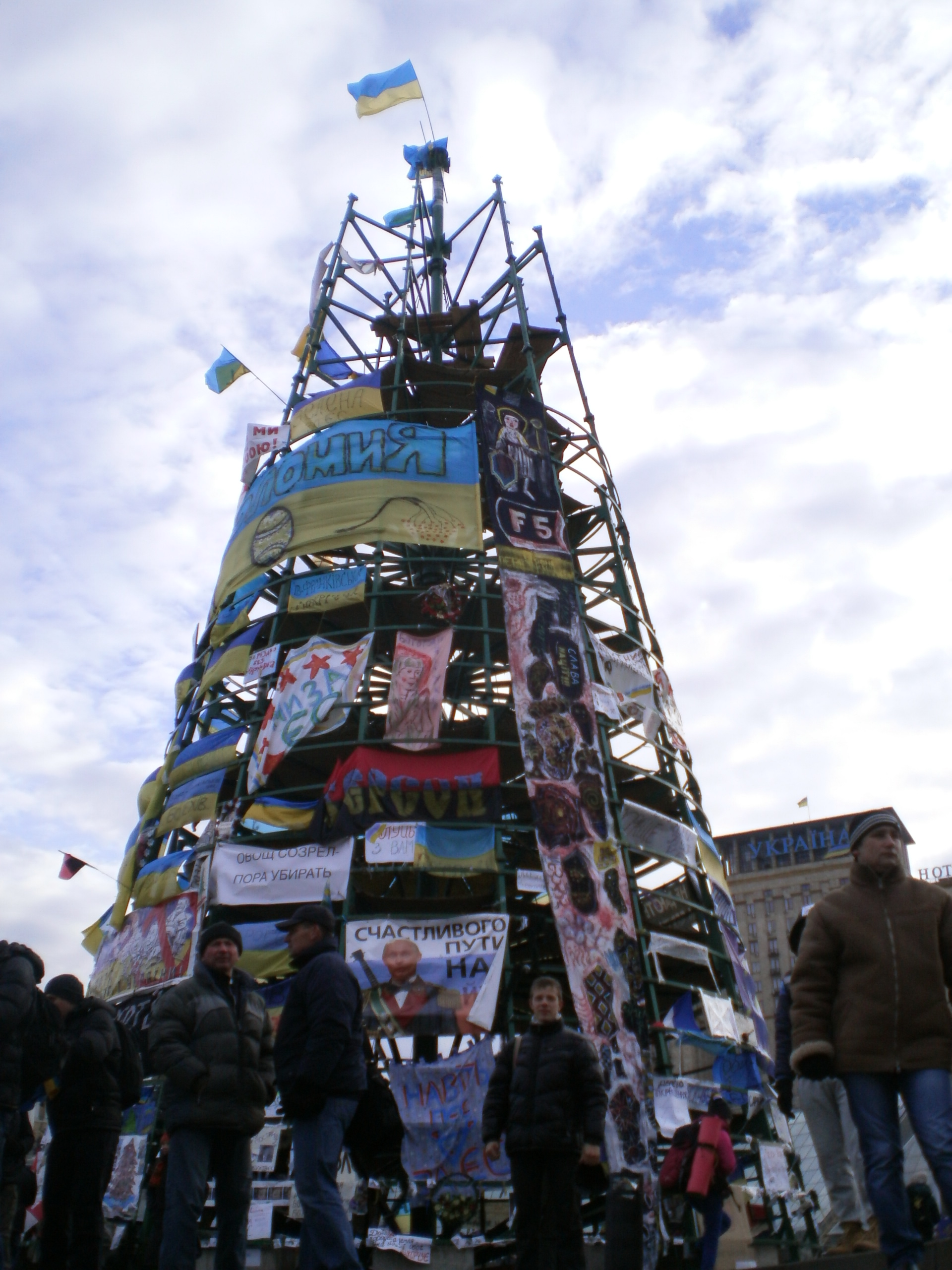
独立广场的圣诞树，装饰着标语和旗帜，摄于12月4日的基辅

12月5日仍有数千人继续在独立广场集会，一名国际文传电讯社的通讯员报道称“广场的情况很平静”。另一名国际文传电讯社的通讯员报道称警方动用大巴车封锁了通往国会的道路，此外，有约150名“挥舞着斯沃博达党和乌克兰国家主义者红黑相间的旗子的人”在政府大楼的门口集会。同日，数百名地区党和总统亚努科维奇的支持者在马林斯克公园开始集会，而此地是前往国会的必经之路。同一天，基辅的欧洲安全与合作组织安全小组首脑会议如期进行。
12月6日一名死尸在独立广场附近被发现，随后被解剖，不过官方称其死因为自然原因。当天，乌克兰国家安全与防务委员会的秘书长安德烈·克柳耶夫与一些电视台负责人于12月6日会面，力促他们制作反对亲欧盟示威的新闻报道。此外，总理阿扎罗夫当天发表的一份批评媒体的声明中也说：“到处都只有一方的观点，这是对事实的扭曲，偏离了民主”。在狱中的前乌克兰总理尤利娅·季莫申科当天结束了11月25日开始的绝食。同一天，警方通过封路阻止了一些示威者驾车前往乌克兰总统官邸举行示威。
12月6日，乌克兰总统亚努科维奇自中国出发前往索契和俄罗斯总统弗拉基米尔·普京会面，并就战略伙伴协议进行了讨论。乌克兰外交部长列昂尼德•科扎拉称两人在索契签订的合作协议主要是关于航天工业、飞机制造和工程方面。乌克兰总理米克拉·阿扎罗夫则表示两人见面是为了起草战略合作协议，并解决贸易和经济上的争端。他还在另一份声明中告知记者，亚努科维奇将在12月17日访问莫斯科，并签订一个“重要协议”。对此，反对派领袖阿尔谢尼·亚采尼克向总统亚努科维奇发出了严厉的警告，说：“他们尝试把乌克兰卖给俄罗斯无论如何都没停止。如果亚努科维奇想要和俄罗斯签任何关于关税联盟的协议，只会引发更强烈的示威”
。之后，《经济学人》杂志的高级编辑爱德华·卢卡斯根据自己的独立来源称亚努科维奇和俄罗斯签订了一个加入关税同盟的条约，可以让乌克兰得到50亿美元和天然气价格降低，他在自己的Twitter上写道：
哇哦！听说亚努科维奇今儿个在索契跟俄罗斯签了个战略协议，包括预付$50亿、$200的燃气价格和加入关税同盟。
这一消息随后被多个媒体转载。听闻此消息，反对派政治家和示威群众十分愤怒，尤里·卢岑科甚至以粗口回应，全乌克兰祖国联盟的议员尼古拉斯则要求尽快将相关文件公之于众 。俄罗斯和乌克兰政府直截了当否认会面中谈到了关税联盟的事或者降低天然气价格以及从俄罗斯贷款，然而，12月7日俄罗斯总统发言人德米特里·佩斯科夫承认两人谈到了金融援助和信誉，并在天然气价格的问题上有“值得注意的”进展。同时，亚采尼克声称他们得到消息，说12月17日计划签订的俄乌战略合作协议会和乌克兰加入关税同盟有关，不过他也说乌克兰国会大概不会批准此事。乌克兰外交部在12月10日声明称“没有文件计划签署，自然地，没有文件在索契会面中签署”，同时宣告一个乌克兰代表团将参加12月13日独立国家联合体在莫斯科的经济委员会会议并会特别关注一个实现自由贸易的条约。

### 12月8日－10日
12月8日是示威开始以来的第三个周日，示威活动仍在继续。早晨，示威活动组织者和反对派领袖表示希望组织100万人上街游行，超过上周日的规模，反对党声称示威者达到预想，有100万之众。国际文传通讯社乌克兰支部（Interfax-Ukraine）的报道估计当天示威人数“远超10万”，这也符合警方的估计。其他一些媒体，例如美联社则估计当天有50万人参加示威活动。当天傍晚，一伙示威者拉倒了位于舍甫琴科大道的列宁雕像。此雕像建于1946年，是基辅市内最后一座列宁雕像。雕像被拉倒后，人群用大锤轮番敲击，使其身首异处，碎片散落一地。整个过程中警方未作干预，但之后作为刑事案件立案。这一事件产生了两极的评价。当天，美国城市旧金山也举行了亲欧盟示威活动。
12月9日早晨，约730名老虎和豹特种部队（Tiger and Leopard special forces）在别尔库特部队的帮助下进入了基辅市区，随即占领了多条道路和建筑，这使得基辅市区形势紧张，示威者与警方的冲突一触即发。同一天，由于基辅警方受到匿名爆炸威胁，基辅市中心的三个地铁站剧院站、赫雷夏蒂克站以及独立广场站被关闭，随后警方进行了搜索，在并无发现后地铁站重新开放。英国广播公司的报道说没有冲突发生，不过其驻地记者史蒂夫·罗森博格称情况是“流言四起，十分紧张”。同一天，反对党全乌克兰祖国联盟位于波迪爾的总部被一伙蒙面武装分子袭击，这伙人有机枪等武器，从门窗进入建筑并强迫里面的人离开，多个媒体的报道认为这伙人是警察甚至军方。内务部起初否认有警察或是士兵参与了行动，但随后承认派出了警察搜查，但是有法院命令在先：有人举报称，与上述总部位于同一条街的另外一个公司存在非法侵占他人财产和滥用职权的情况，因而在搜查中获得的电脑和文件将作为证据。

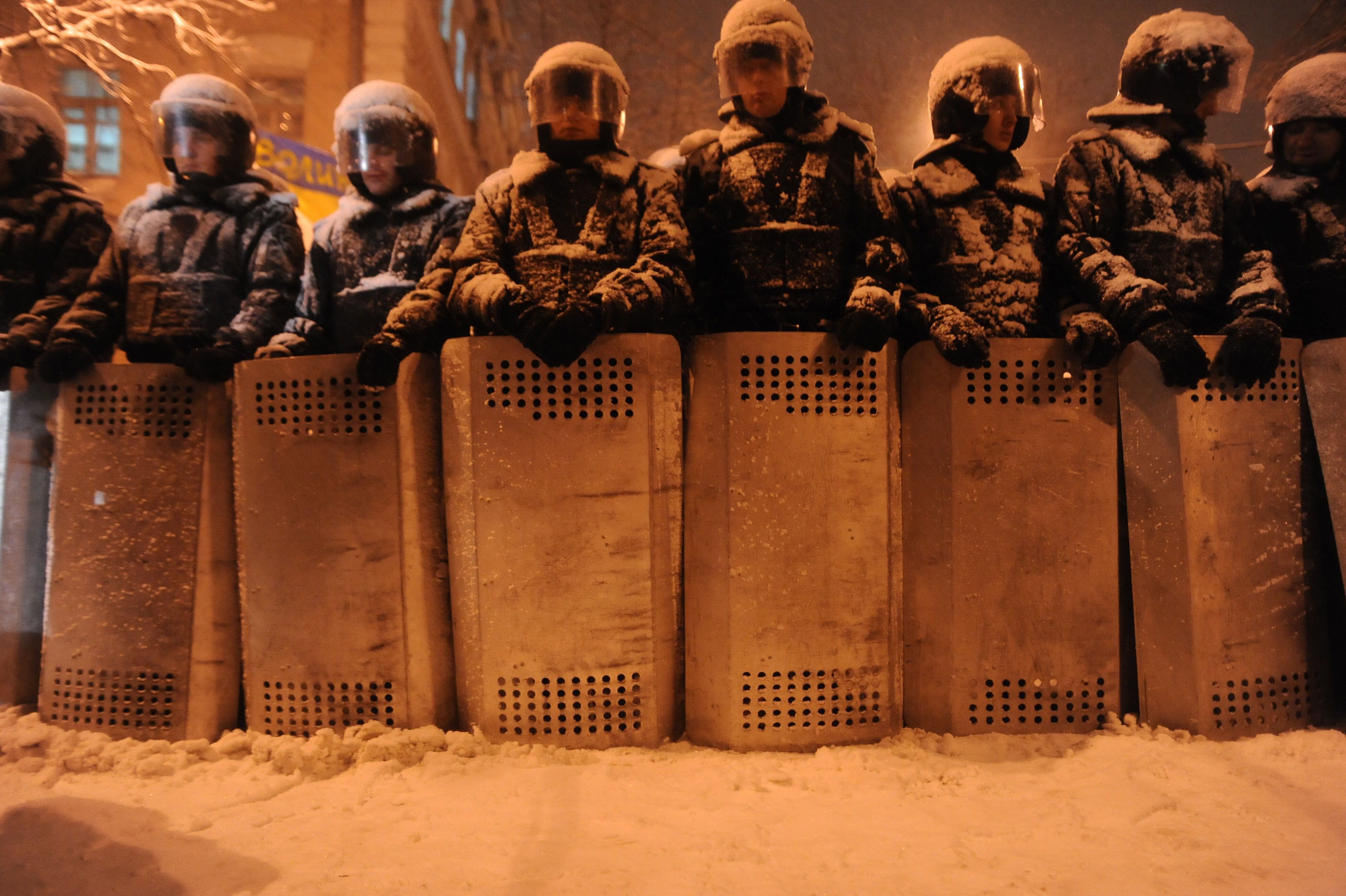
大雪中的一列防暴警察，摄于12月9日的基辅

12月10日凌晨，基辅警方再次开始清理几条街道上的障碍物，Interfax-Ukraine报道称没有冲突发生，但乌克兰独立新闻社称发生了冲突，还有媒体和反对党则表示有十几人受伤。当天，欧盟外交和安全政策高级代表凯瑟琳·阿什顿抵达了乌克兰，计划寻求政治冲突外的解决渠道，准备会见总统亚努科维奇、政府官员、反对派人物和民间团体代表。同一天亚努科维奇也和三名前总统列昂尼德·克拉夫丘克、列昂尼德·库奇马和维克多·安德烈耶维奇·尤先科召开了圆桌会议，讨论了释放亲欧盟示威中的被逮捕者、实施和欧盟相关的改革等话题反对派和亲欧盟示威中的人物没有出席圆桌会议，对此前总统克拉夫丘克表示，第二天将再举办一个全国范围的圆桌会议，希望亲欧盟示威的领导者能够参加。

### 12月11日
12月11日凌晨，数千名警察开始向独立广场进发，他们在几小时内清除了独立广场周围几个街区的障碍物，有数名示威者受伤，亦有十名警察受伤。警方解释称清理障碍物是为疏通交通。警方在行动中扣留了30人，有11人被逮捕。经过了几个小时的尝试还未能进入广场，到了中午警察便消失了。上午，两辆巴士的警察还试图进入12月1日的示威活动中被示威者占领的基辅市政厅，但被示威者用水枪等击退。

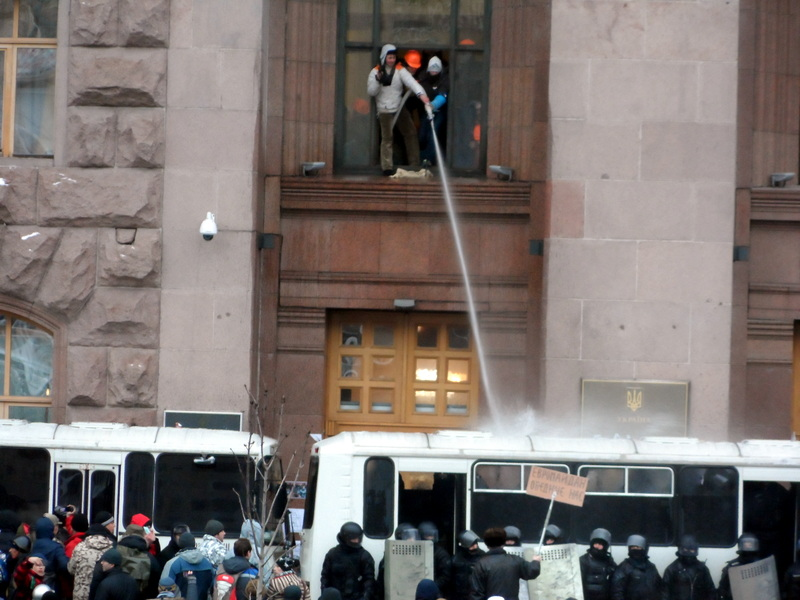
示威者对军方使用水枪，摄于12月11日早晨9:02的基辅市政厅

官方称冲突共导致30人寻求医疗救助，15人被送往医院，其中6名是示威者，9名为警察。就医者所患症状包括脚部冻伤、头部受伤、肋骨、手臂和腿骨骨折，以及背部伤。反对派领袖维塔利·克利钦科将警方的行动称为“当局所为的无知而残忍的行动”，并认为这只会使得抗议者人数更多。
同一天，总理阿扎罗夫还表示，在下一轮和俄罗斯的谈判中不会谈到白俄罗斯、哈萨克斯坦和俄罗斯的关税联盟，说：“不会有关于关税联盟的谈判且政府不会起草任何文件，我想要立刻停止谣言”。关于联系国协定，他还要求欧洲联盟给予200亿欧元“作为最小化乌克兰经济损失的前提”，并表示：“政府也想要最快速度签下那个协定”。欧洲联盟委员会发言人奥利弗·贝利在同一天回应称：“我们认为乌克兰的繁荣和未来不会服从一个哪个投标人出的价多就能拿下的投标”。
乌克兰总统亚努科维奇、欧盟外交和安全政策高级代表凯瑟琳·阿什顿和美国助理国务卿 盧嵐之间的会谈仍继续进行着。会议结束之后，阿什顿称亚努科维奇向她承诺，会在24小时内采取措施解决乌克兰境内的冲突。与此同时，亲欧盟示威方面的丹尼斯·舍夫丘克退出了和前总统克拉夫丘克、库奇马和尤先科的圆桌会议，说：“这不过是个幻想（fiction）”。
当天晚上，成千的抗议者分成小组来把雪铲进沙袋里，重新构筑了障碍物，并用金属栏杆和其他碎片加固。同时，亚努科维奇发表演讲表示：“我邀请所有政治势力、神父和公众的代表来进行全国范围内的对话，我已准备好参加这样的圆桌会议”，并表示政府会“在法律范围内行动，且不会对和平集会动用武力”。然而，反对派领袖阿尔谢尼·亚采尼克回应称只有他们的要求得到实现才会对话，此外，维塔利·克里钦科还表示，警方前一晚的所作所为已经“堵上了通往妥协的道路”。克里钦科在第二天还表示，如果举行谈话，“应该有亲欧盟示威运动的代表和民间团体成员参与”。

### 12月12日－16日

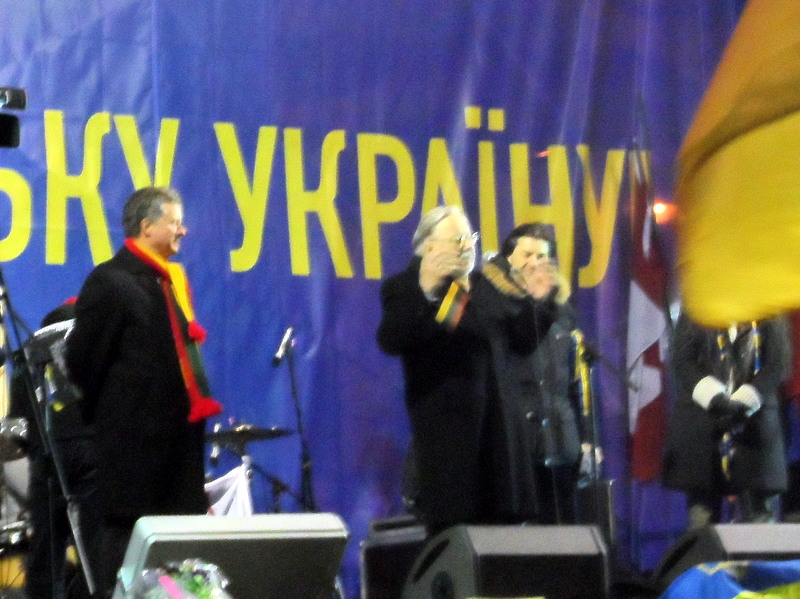
前立陶宛最高苏维埃主席维陶塔斯·兰茨贝吉斯向示威人群发表演讲，摄于12月15日21:20

12月12日，曾于2007年担任乌克兰国家安全局副主席的全乌克兰祖国联盟国会议员根纳季·莫斯卡尔称，乌克兰国家安全局主任阿列克·雅基门科向俄罗斯联邦安全局请教如何驱散抗议者。莫斯卡尔引用了安全局内部的消息，说他们得到的建议是使用令人虚弱的气体和气雾剂。。当晚有1万人仍留在独立广场。
12月13日总统亚努科维奇与三个反对党党魁以及政府、国会、教士和民间组织的代表召开了讨论会。国营电视台没有直播该会议，而另外两家电视台的信号则在反对党领导发言时被切断了。会毕，前总统克拉夫丘克谴责了这种中断直播的行为，说：“我组织了这个会议，回避它是很粗鲁无礼的。”颇有争议的是，参加会议的一名亲欧盟示威运动的学生组织代表德米特罗·莱文（Dmytro Levin）事后被发现其实是地区党青年党党员。会上，亚努科维奇总统还表示会大赦被扣留的示威者，随后，一个乌克兰法院释放了9名11月30日到12月13日被逮捕的人。会后，反对派领袖克里钦科称：“没有一丁点儿进展，我觉得今天当局根本没有认真倾听反对派的任何一个要求”。同一天，乌克兰第一副总理谢尔盖·阿尔布佐夫在其代表与欧洲扩大事务与邻睦政策专员斯特凡·富乐商谈之后，（在接受欧洲新闻台专访时）声明称乌克兰会“很快签署”一个能和欧洲联盟有更密切关系的条约。不过，乌克兰总理阿扎罗夫随后却表示会拖延和欧盟签订联系国协定，说乌克兰“在现在这个情况和欧盟签订联系国协定，会不可避免地使其经济崩溃”。就在前一天，阿扎罗夫建议和欧盟修订一些关于自由贸易区的过渡性条款，不过被欧盟官员拒绝了。
12月14日，亚努科维奇将基辅市行政主管（Head of Kiev City Administration）奥莱克桑德·波波夫和国家安全委员会副主任弗拉基米尔
·斯沃科维什奇，总检察长办公室称其原因是“在11月30日越权要求警方行动”。此外，基辅市警察局局长佩特罗·科亚克也被免职。上述三人被居家监禁。。当天估计有约20万人在基辅集会。
12月15日基辅的抗议者仍有20万人之众。美国参议院约翰·麦凯恩和克里斯·墨菲向人群发表了讲话，表示美国支持其主张。斯特凡·富乐表示欧盟会停止关于联系国协定的谈判，原因在于亚努科维奇政府要求270亿美元援助才会签订的无理要求。

### 12月17日
12月17日，俄罗斯总统普京和乌克兰总统亚努科维奇在俄罗斯首都莫斯科举行了第六次磋商并签署了2013年12月17日俄乌行动计划，其中包括俄罗斯主权财富基金购买150亿乌克兰国际债券以及俄罗斯供乌克兰的天然气每1000立方米由400美元降至268美元。此外，俄罗斯还会将其对于乌克兰的海关进口管理条例恢复到2013年8月中旬之前的情况。普京及其发言人德米特里·佩斯科夫之后称这个交易“与任何情况（conditions）无关”，以及乌克兰仍未确认加入白俄罗斯、哈萨克斯坦和俄罗斯关税同盟。佩斯科夫还表示：“不干涉乌克兰内政是我们的原则”，并批评一些其他国家正在那么做。亚努科维奇表示俄罗斯和乌克兰之间的贸易情况需要紧急干预，并需要其他独立国家联合体国家的合作。他还就俄乌关系表示：“我们会为未来吸取教训不去重复这样的错误”。此外他还表示俄罗斯和乌克兰应该加强国际和地区间合作，“这样能给人们带来便利条件”。
反对派以封锁国会作为对上述行动的回应，而当天独立广场则有大约5万人持续抗议，反对派领袖维塔利·克里钦科也在那里向人群说：“他（亚努科维奇总统）已放弃了国家利益，放弃了国家独立和所有乌克兰人美好未来的前景”。反对派领导人还发誓若有必要会持续抗议到新年，甚至东正教圣诞节（1月7日），他们要求阿扎罗夫政府下台并举行国会选举。

### 12月18－31日
12月18日，时任乌克兰总理米克拉·阿扎罗夫声明称若没有和俄罗斯的交易，“破产和社会崩溃在等着乌克兰”。他还表示，由于乌克兰必须接受国际货币基金组织难以接受的严厉经济改革条件，乌克兰不可能和欧盟签订联系国协定。当天在独立广场抗议活动仍继续着。
12月19日亚努科维奇称：“我们已决定暂停（和欧盟签订联系国协定）来弄懂应该有什么样的条件我们才能签订自由贸易协定（此为联系国协定的一部分）。答案应由政府找到。关于乌克兰（和欧盟）的整合没有任何矛盾。总的来说，这和整合无关，主要是经济关系”。尽管他声称：“如果我们说说关于签订自由贸易协定的工作，这会花点时间，而且仍有许多变数。的确，我们应该看到这在短期、中期和长期内是如何使我们受益的”，他还表示乌克兰可能会既和欧盟签订联系国协定，又以观察者身份加入白俄罗斯、哈萨克斯坦和俄罗斯的关税联盟和欧亚经济联盟。关于欧亚经济联盟亚努科维奇表示：“我们已于8月在阿斯塔纳递交了一份书面报价来考虑乌克兰作为观察者加入欧亚联盟”。同一天，波兰外交部长拉多斯瓦夫·西科尔斯基声明称：“我不知道任何关于乌克兰和欧盟签订联系国协定的正式的事实”。此外，俄罗斯总统普京就12月17日双方签订的行动计划（他称之为“兄弟之爱的行为”）评论称：“这并不全与独立广场（的抗议活动），以及乌克兰促成的欧盟谈话有关……我们只是看到乌克兰正处于可怕的困难中且我们应该支持她”。

## 2014年

### 1月
2014年1月19日开始，由於乌克兰议会在前一周通过了一份对公众集会进行严格的限制的新法律，持续近两个月的和平集会逐渐演变成暴力示威，示威群眾和烏克蘭警方爆發流血衝突。反對派製造投石機等古代武器與警方對抗，政府則指責極端分子「正在囤积武器，没有表现出谈判诚意」。衝突造成了多人死亡，數百人受傷。
儘管反对派曾与警方达成的一份类似停火协议的文件，但反对派中的一些人率先动手，對此内务部部长扎哈尔琴科在该部门网站发表公告表示，和平手段是徒劳的，这暗示首都的示威可能以暴力收场。
当地时间1月24日，乌克兰总统亚努科维奇承诺修改限制公众集会的新法案，对政府进行改组，并特赦一些没有犯下“严重罪行”的示威者。然而反對派對此並不滿意，堅持要求總統辭職。
1月26日，乌克兰能源和煤炭工业部部长爱德华·斯塔维茨基下令让国内所有核设施进入特别保护状态，指稱激进分子「实际上是恐怖分子团伙」。
阿扎罗夫于2014年1月28日提出辞去乌克兰总理职务，他表示希望自己的辭職能讓烏克蘭衝突各方達成妥協方案并結束衝突。同日总统亚努科维奇接受辞职申请，拟任谢尔盖·阿尔布佐夫担任下届总理。

### 2月
2014年2月14日，烏克蘭當局宣布釋放被羈押的234名抗議人士，總統亞努科維奇呼籲反對派讓步。烏克蘭抗議者16日開始撤出首都基輔市政廳，反政府示威民眾占領市政廳數月，撤出是緩解緊繃情勢的高度象徵性讓步，但民眾會持續駐在市政廳前，盼總統亞努科維奇下台。。
2014年2月18日，反政府抗議群眾與安全部隊在基輔卻再度爆發激烈衝突，警民互擲閃光手榴彈、汽油彈，示威者的營地一片陷入火海，烏克蘭內政部在聲明中說，6名示威者在首都基輔的衝突中死於槍傷，這是3個月來反政府示威最血腥的一天，使死亡人數增至14人，另有160名警察受傷，其中35人傷勢嚴重；内务部认为，从死者傷口分析，死者不是執法人員所為，而是被騷亂分子殺害，因為執法人員並未持有射擊武器。在此同時，烏克蘭反對派領袖克里契科抵達總統亞努科維奇的辦公室，將與亞努科維奇會談。
当地时间2月20日凌晨，烏克蘭西部的反對派重鎮利維夫州在駐守當地之安全部隊向示威群眾投降後宣布獨立，目前由州議會所組成之「行政委員會」主持當地政局。同時，烏克蘭唯一的自治共和國、位於東部俄語區的克里米亞議會議長表示，一旦基輔政權出現更替，將考慮脫離烏克蘭，並併入俄羅斯。烏克蘭正式陷入東西分裂危機。
当地时间2月21日，乌克兰总统亚努科维奇与反对派签署初步协议，内容包括24小时内恢复2004年的宪法版本，并在今年12月大选。同时10天内组建一个联合政府。
當地時間22日，亞努科維奇被議會罷免其職務。議會同時宣佈提前於同年5月25日舉行總統大選，並封鎖邊境防止他潛逃。於同日當選新任議長的反對派領袖亞歷山大·圖爾奇諾夫宣讀聲明，指「亞努科維奇自動放棄履行憲法賦予的職責，對烏克蘭國家管理、領土完整和國家主權構成威脅，對公民的權利和自由造成嚴重損害」，因此宣布亞努科維奇自動喪失總統職權。
亞努科維奇於第二大城市哈爾科夫發表全國電視講話，形容事件是政變，並質疑議會的決定是非法，強調不會辭職。而位於首都基輔的總統官邸已因亞努科維奇離開而人去樓空，變成任何人均可自由出入。同時，反對派民眾佔據總統官邸及政府大樓。
同時，2011年被控濫權而遭監禁7年的前總理季莫申科獲議會特赦，並前往基輔匯合示威者。她聲言會參選總統，並致力驅使烏克蘭加入歐盟。
2月23日，乌克兰临时总统图尔奇诺夫表示，该国新领导层希望乌俄关系以“全新、平等、睦邻的原则为基础，认可并兼顾乌克兰的欧洲选择”。
2月24日，乌克兰代理内务部长阿瓦科夫说，被罢免的总统亚努科维奇已被警方通缉。
俄罗斯外交部网站2月28日声明，确认俄黑海舰队装甲部队已进入克里米亚，以保护驻军安全。

### 3月
3月1日，親俄羅斯的克里米亞新總理謝爾蓋·阿克肖諾夫向普京求助，請普京幫助維護和平。同日，俄羅斯上議院通過普京總統出兵烏克蘭克里米亞的提案，將出動俄羅斯聯邦武裝部隊進駐烏克蘭境內，直到這個國家的社會政治情勢正常化為止。俄羅斯增派6000餘名士兵與30輛裝甲車到克里米亞。克里米亞多座政府機關大樓、軍事基地、自治政府議會、機場、國營電視台和電訊設施也被俄軍士兵包圍。